# Saint-Chamant (Corrèze)
Saint-Chamant is een gemeente in het Franse departement Corrèze (regio Nouvelle-Aquitaine) en telt 511 inwoners (1999). De plaats maakt deel uit van het arrondissement Tulle.

## Geografie
De oppervlakte van Saint-Chamant bedraagt 13,9 km², de bevolkingsdichtheid is 36,8 inwoners per km².
De onderstaande kaart toont de ligging van Saint-Chamant (Corrèze) met de belangrijkste infrastructuur en aangrenzende gemeenten.

## Demografie
Onderstaande figuur toont het verloop van het inwonertal (bron: INSEE-tellingen).